# 1962 في الجزائر
فيما يلي قوائم الأحداث التي وقعت خلال عام 1962 في الجزائر.

## سياسة

### تعيين في المنصب
- 1 يناير – محمد الصغير نقاش وزير الصحة والسكان ‏.

## مواليد

### يناير
- 1 يناير – رابح عصما مغني جزائري.
- 21 يناير – علي بن حليمة لاعب كرة قدم جزائري.[1]

### فبراير
- 2 فبراير – مصطفى موسى ملاكم جزائري.
- 5 فبراير – الشابة فضيلة[2]

### أبريل
- 21 أبريل – ليلى أمداح ( فنانة تشكيلية ونحاتة عصامية جزائرية)

### أغسطس
- 25 أغسطس – مصطفى بن بادة سياسي جزائري.

### سبتمبر
- 26 سبتمبر – سالم زينيا كاتب وصحفي جزائري.

### نوفمبر
- 2 نوفمبر – مختار كشاملي لاعب كرة قدم جزائري.[3]
- 2 نوفمبر – مصطفى بوكار لاعب كرة قدم جزائري.[4]
- 12 نوفمبر – عباس عروة ناشط جزائري.

## وفيات

### مارس
- 15 مارس – مولود فرعون (مواليد 1913)[5]

### أبريل
- 16 أبريل – جون عمروش (مواليد 1906)[6]